# 黃荊安蠣盾介殼蟲
黃荊安蠣盾介殼蟲（学名：Andaspis viticis）为盾介殼蟲科安蠣盾介殼蟲屬下的一个种。